# Stane Starešinič
Stane Starešinič, slovenski gledališki in filmski igralec, * 3. november 1921, Preloka, † 2. april 1994, Izola.

## Življenjepis
Igralska pot Staneta Starešiniča se je začela na ljudskem odru v rojstni vasi Preloki pred. 2. svetovno vojno. Od junija 1942 do 8. septembra 1943 je bil interniran na Rabu, Reki in v Gonarsu. Po vrnitvi iz italijanskih taborišč se je vključil v partizansko gibanje in od začetka leta 1944 do konca vojne nastopal kot tečajnik v okviru Slovenskega narodnega gledališča na osvobojenem ozemlju v Črnomlju.
Takoj po koncu vojne se je vpisal na takrat ustanovljeno Akademijo za gledališče, radio, film in televizijo ter leta 1951 postal njen prvi diplomant.
Že ves čas študija je igral v ljubljanski Drami, prvič že v sezoni 1946/47 v Miklovi Zali. Nastopil pa je tudi v prvem slovenskem celovečernem igranem zvočnem filmu Na svoji zemlji (1948, režiser F. Štiglic). 
Po diplomi leta 1951 je odšel v Trst, kjer je postal in ostal član tamkajšnjega slovenskega gledališča vse do upokojitve leta 1982 in njegov tesni sodelavec vse do smrti leta 1994. Kot gost je nastopal tudi v drugih gledališčih, med drugim v SNG Maribor (1951/52), v Prešernovem gledališču v Kranju (1955/56), v Hrvaškem narodnem gledališču v Karlovcu (1962/63) in v SNG Drama Ljubljana (1967/68). Bil je soustanovitelj gledališča Loža v Kopru, v katerem je nastopal od sezone 1983/84.
V sezoni 1964/65 je bil na podiplomskem izpopolnjevanju v Pragi, kjer je študiral še režijo, mdr. pri znanem režiserju Otomarju Krejču.
Stane Starešinič je prvi diplomant AGRFT-ja in prvi poklicni igralec iz Bele krajine.

## Gledališki opus
Izbor iz repertoarja slovenskega gledališča v Trstu
- 1951 B. Kreft: Celjski grofje, Pravdač
- 1952 R. in A. Goetz:  Dedinja, Moris
- 1952 W. Shakespeare:  Romeo in Julija, gl. moška vloga Romeo
- 1953 F. Schiller: Kovarstvo in ljubezen, Ferdinand
- 1953 I. Cankar,  Pohujšanje v dolini Šentflorjanski, Šviligoj
- 1954 B. Kreft: Kranjski komedijanti, Matiček, glavna vloga
- 1955 W. Shakespeare: Ukročena trmoglavka, Tranio
- 1956 L. Pirandello, Henrik IV., Bertoldo
- 1957 A. P. Čehov: Utva, Konstantin Gavrilovič Trepljev
- 1958 F. M. Dostojevski, D. Dardi,  Zločin in kazen, Svidrigajlov
- 1959 J. Jurčič, Deseti brat, Lovro Kvas
- 1960 B. Kreft: Balada o poročniku in Marjutki, Poročnik
- 1961 W. Shakespeare: Hamlet, Hamlet
- 1963 A. Miller: Smrt trgovskega potnika, Biff
- 1963 W. Shakespeare, Othello, Cassio
- 1965 I. Cankar: Hlapci, Jerman
- 1966 M. Gorki: Na dnu, Igralec
- 1967 F. Benedetič: Ne vedno kakor lastovke, Apostol
- 1968 F. Marceau: Jajce, gl. vloga Magis
- 1968 J. P. Čehov: Tri sestre, podpolkovnik Veršinin
- 1971 B. Brecht: Bobni v noči, Friederich Murk
- 1972 T. Williams: Tramvaj poželenja, Stanley Kowalski
- 1973 I. Pregelj, M. Mejak, F. Benedetič: Tolminci, Janez Gradnik
- 1973 A. P. Čehov: Češnjev vrt, Gajev
- 1975 I. Squarzina: Tri četrtine lune, Ravnatelj, gl. vloga
- 1977 B. Nušić: Oblast, Dobrosav
- 1979 M. A. Bulgakov: Ivan Vasiljevič, Timofejev, gl. m. vloga
- 1979 G. Berto: Neznani Benečan, On, naslovna vloga
- 1980 E. Kishon: Bil je škrjanec, ostareli Romeo in pater Lorenzo, gl. m. vloga
- 1981 W. Shakespeare: Kar hočete, Orsino, ena od osrednjih vlog
- 1982 N. V. Gogolj: Ženitev, Starikov
- 1983 D. Jovanović: Vojaška skrivnost, Rocky
- 1986 I. Cankar: Pohujšanje v dolini šentflorjanski, Štacunar
- 1986 M. Mate: Široka usta, monokomedija igralca Staneta Starešiniča, tudi režija
- 1987 B. Nušić: Sumljiva oseba, Spasoje
- 1990 I. Cankar: Hlapci, Nadučitelj
- 1993 A. Rebula: Operacija Timava, Dreja

## Glasbeni opus
V okviru slovenskega gledališča v Trstu so po 2. sv. vojni uprizorili tudi tri operete. Kot dober pevec je Stane Starešinič nastopil v vseh treh:
- 1957 R. Gobec: Planinska roža, Direktor teatra
- 1958 F. von Suppé: Boccaccio, naslovna vloga Giovanni Boccacio
- 1961 E. Kalman: Čardaška kneginja, grof Boni

## Filmski in televizijski opus
- 1948 Na svoji zemlji, režija F. Štiglic, Triglav film
- 1960 X-25 javlja, režija F. Čap, Triglav film
- 1961 Ti loviš, režija F: Kosmač, Triglav film
- 1962 Freddy Quinn in pesem južnega morja, režija W. Jacobs, Piran-Film in Filmservis
- 1968 Rinaldo Rinaldini, režija F. Čap, TV-serija v 13 epizodah, Bentoli Productions, ARD
- 1985 Starati se nežno, režija M. Sosič, Viba film

## Nagrade in priznanja
- 1959 Prvomajska nagrada Združenja dramskih umetnikov Slovenije
- 1963 Prvomajska nagrada Združenja dramskih umetnikov Hrvaške (za vlogo Hamleta v NK v Karlovcu)
- 1971 Posebno priznanje Slovenskega stalnega gledališča v Trstu
- 1982 Nagrada Združenja dramskih umetnikov Slovenije
- 1985 Posebno priznanje Slovenskega stalnega gledališča v Trstu
- 1992 Župančičeva plaketa Občine Črnomelj za življenjsko delo